# Partido Popular da Mongólia
O Partido Popular da Mongólia  (em mongol:  Монгол Ардын Нам, Mongol Ardyn Nam) é o partido político mais antigo da Mongólia. 
Fundado como um partido comunista de orientação marxista-leninista em 1920, desempenhou um papel importante na Revolução Mongol de 1921. Após a independência, governou a Mongólia como partido único. Em 1924, o partido foi renomeado para: Partido Revolucionário Popular da Mongólia (em mongol:  Монгол Ардын Хувьсгалт Нам, Mongol Ardīn Huwĭsgalt Nam), aderindo a Internacional Comunista. O partido foi organizado com base no centralismo democrático, seu órgão máximo era o Congresso do Partido, convocado a cada cinco anos. Quando o Congresso do Partido não estava em sessão, o Comitê Central era o órgão máximo, mas como este se reunia normalmente apenas uma vez por ano, a maioria dos deveres e responsabilidades eram atribuídas ao Politburo e seu Comitê Permanente.
Após a Revolução Democrática da Mongólia, outros partidos políticos foram legalizados no país. O PPM permaneceu como o partido do governo até 1996 e voltou ao governo de 2000 a 2004. De 2004 a 2008, fez parte de um governo de coalizão com o Partido Democrático e o Partido da Pátria. De 2008 a 2012, o partido optou por outra coalizão com o Partido Democrático. Após as eleições de 2012, tornou-se o partido da oposição no parlamento. Em 2010, o partido voltou ao seu nome original, abandonando a palavra "revolucionário".
O partido voltou ao poder em 29 de junho de 2016, elegendo 65 membros do parlamento com 76 cadeiras. O partido manteve a maioria nas oitavas eleições parlamentares realizadas em 24 de junho de 2020, ganhando 62 das 76 cadeiras. A vitória marca pela primeira vez em 30 anos de história democrática da Mongólia em que um único partido retém a maioria absoluta em eleições consecutivas.

## Resultados eleitorais

### Eleições presidenciais
| Data | Candidato                    | Votos   | %              |
| ---- | ---------------------------- | ------- | -------------- |
| 1993 | Lodongiyn Tudev              | 397,061 | 40,1 / 100,00  |
| 1997 | Natsagiin Bagabandi          | 597,573 | 62,5 / 100,00  |
| 2001 | Natsagiin Bagabandi          | 581,381 | 59,2 / 100,00  |
| 2005 | Nambaryn Enkhbayar           | 495,730 | 54,20 / 100,00 |
| 2009 | Nambaryn Enkhbayar           | 520,948 | 48,07 / 100,00 |
| 2013 | Badmaanyambuugiin Bat-Erdene | 520,380 | 41,97 / 100,00 |
| 2017 | Miyeegombyn Enkhbold         | 497,067 | 44,85 / 100,00 |
| 2021 | Ukhnaagiin Khürelsükh        | 820,092 | 72,24 / 100,00 |

### Eleições para a Grande Assembleia Estatal
| Data | Líder                 | Votos     | %              | +/- | Deputados | Status              |
| ---- | --------------------- | --------- | -------------- | --- | --------- | ------------------- |
| 1992 | Puntsagiin Jasrai     | 1,719,257 | 56,9 / 100,00  | 288 | 70 / 76   | Governo de maioria  |
| 1996 | Puntsagiin Jasrai     | 408,977   | 40,5 / 100,00  | 46  | 25 / 76   | Oposição            |
| 2000 | Nambaryn Enkhbayar    | 517,746   | 51,6 / 100,00  | 47  | 72 / 76   | Governo de maioria  |
| 2004 | Nambaryn Enkhbayar    | 517,443   | 48,23 / 100,00 | 36  | 36 / 76   | Governo em coalizão |
| 2008 | Sanjaagiin Bayar      | 914,037   | 52,67 / 100,00 | 8   | 45 / 76   | Governo em coalizão |
| 2012 | Sükhbaataryn Batbold  | 353,839   | 31,31 / 100,00 | 19  | 26 / 76   | Oposição            |
| 2016 | Miyeegombyn Enkhbold  | 636,316   | 45,69 / 100,00 | 39  | 65 / 76   | Governo de maioria  |
| 2016 | Ukhnaagiin Khürelsükh | 1,795,793 | 44,9 / 100,00  | 3   | 62 / 76   | Governo de maioria  |